# Gliptoteca

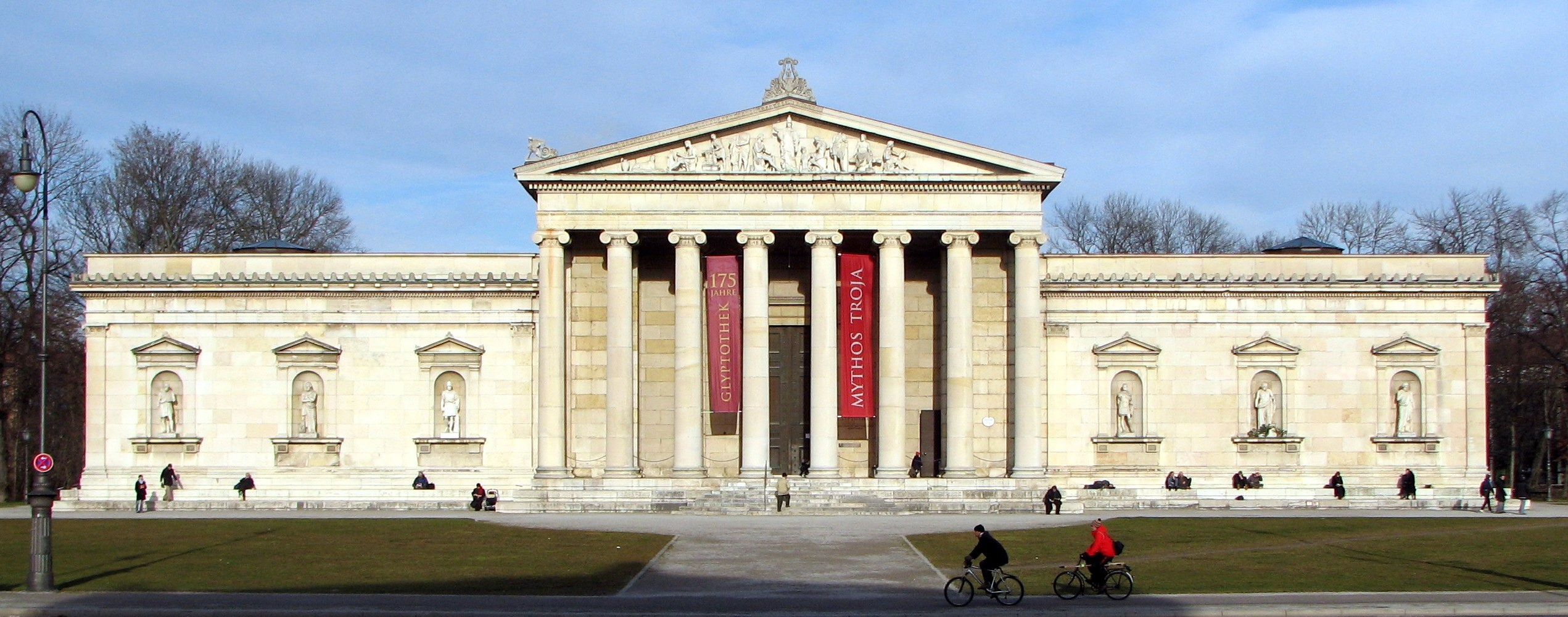
Gliptoteca de Munique.

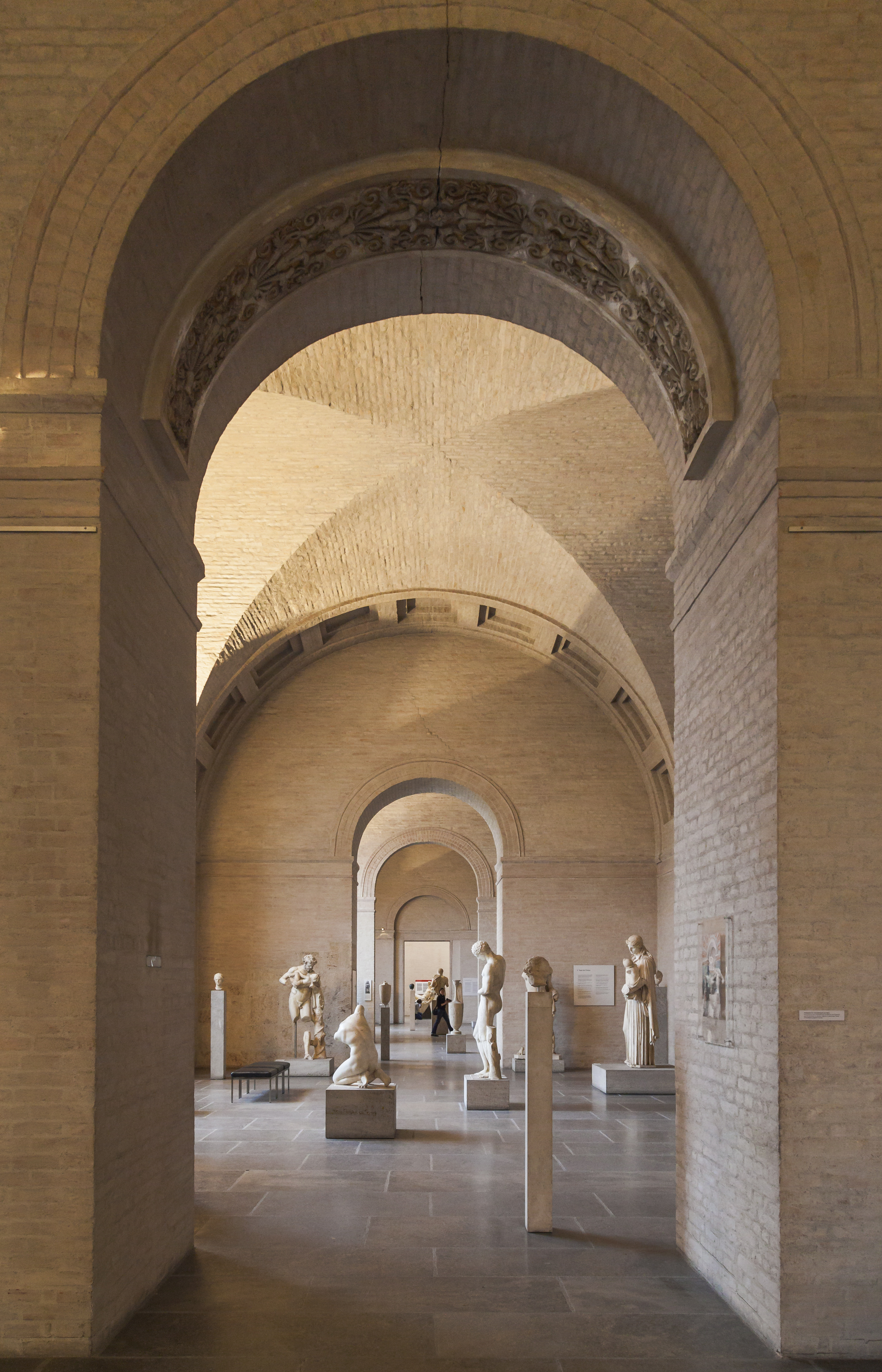
Vista interior da Gliptoteca de Munique.

Uma gliptoteca (do grego γλύφω, 'incisão', e θήκη, 'armário, caixa') é um museu ou coleção de esculturas, em especial pedras finas gravadas. 